# Magherno
Magherno (Magheran in dialetto pavese) è un comune italiano di 1 784 abitanti della provincia di Pavia in Lombardia. Si trova nel Pavese orientale, alla destra del Lambro meridionale.
Ha un'economia prevalentemente agricola, ed è circondato da campi di granoturco e di riso.

## Storia
Magherno ha antiche origini: sorse dove esisteva un accampamento romano; la leggenda motiva il nome della “Via Borgo Oleario” con la costante presenza, nella zona, di eserciti e soldataglie di varia  origine  e provenienza,  che  facevano  largo  consumo  di  olio  a  scopo  alimentare  e  bellico. Versavano  sulla  testa  dei  nemici,  dall’alto  delle  mura,  olio  bollente;  l’olio  era  usato  per  la manutenzione delle armi o per il corpo, sia a scopo estetico che per proteggersi dal freddo. La “Via  Spadari”  deriverebbe  dalla  partecipazione  all’assedio  di  Pavia  (1524-1525)    dei    feroci lanzichenecchi, soldati tedeschi, abili nell’uso delle spade.
Il nome di Magherno appare nel XII secolo come Maderno, nome derivante dal reflusso di "maternus", fondo ereditato dalla madre. Fece parte della Campagna Sottana pavese, e appartenne in epoca medievale al feudo di Villanterio, che era sotto il controllo del Monastero di San Pietro in Ciel d'Oro di Pavia.
Furono Signori del luogo nobili famiglie come i Lonati, i Langosco, i Beccaria, i Giorgi, i Gambarana e gli Isimbardi.
Tra il 1937 e il 1947 fu aggregato a Magherno il comune di Torre d'Arese.

### Simboli
Lo stemma e il gonfalone del comune sono stati concessi con decreto del presidente della Repubblica del 27 gennaio 2012.
La fascia d’azzurro rappresenta il fiume Lambro che scorre nel territorio del comune e le spighe di grano sono simbolo della principale coltura locale.
Il gonfalone è un drappo di azzurro.

## Monumenti e luoghi d'interesse
Dell'antica chiesa dedicata a san Zenone rimangono il campanile — che incorpora un mattone datato 1414 (probabile anno di edificazione) — e l'abside oggi utilizzata come cappella laterale dell'edificio che venne ricostruito nel 1841. Alla nuova chiesa parrocchiale, di maggiori dimensioni, venne dato un diverso orientamento rivolgendo la facciata a nord, cioè verso il paese. Una particolarità: all'interno si trovano tre altari: del Santissimo Sacramento, della Madonna e, ovviamente, di Zenone.
“Il Chiesuolo di San Rocco” è quel che resta, invece, dell'antico oratorio di San Rocco, abbattuto (a causa dell'instabilità dell'edificio) tra non poche polemiche nel 1960, lasciando in piedi solo il campanile e l'abside che ancora conserva la statua del santo patrono.

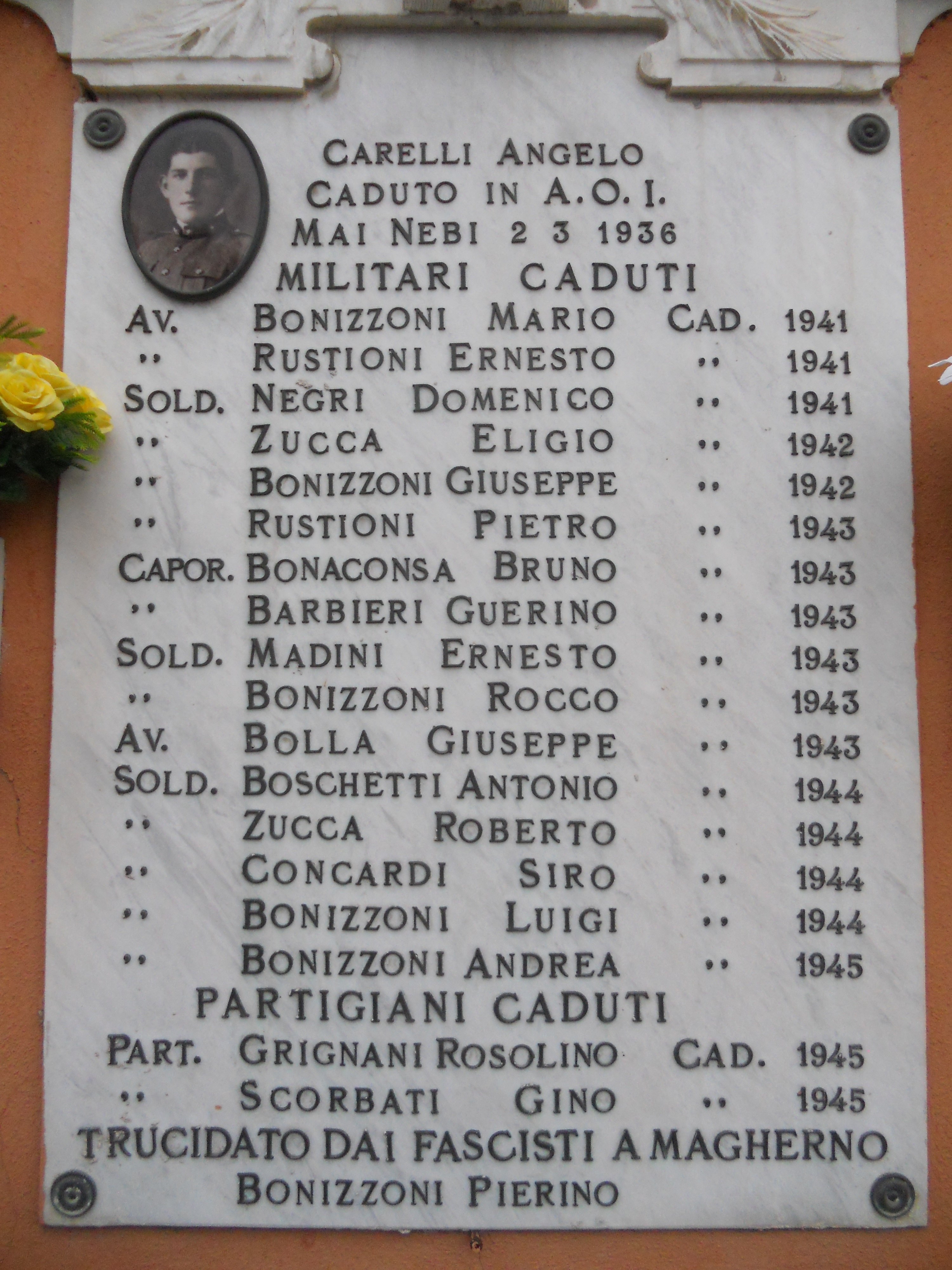
Lapide Commemorativa dei caduti della Seconda Guerra Mondiale posta sulla parete esterna del comune di Magherno

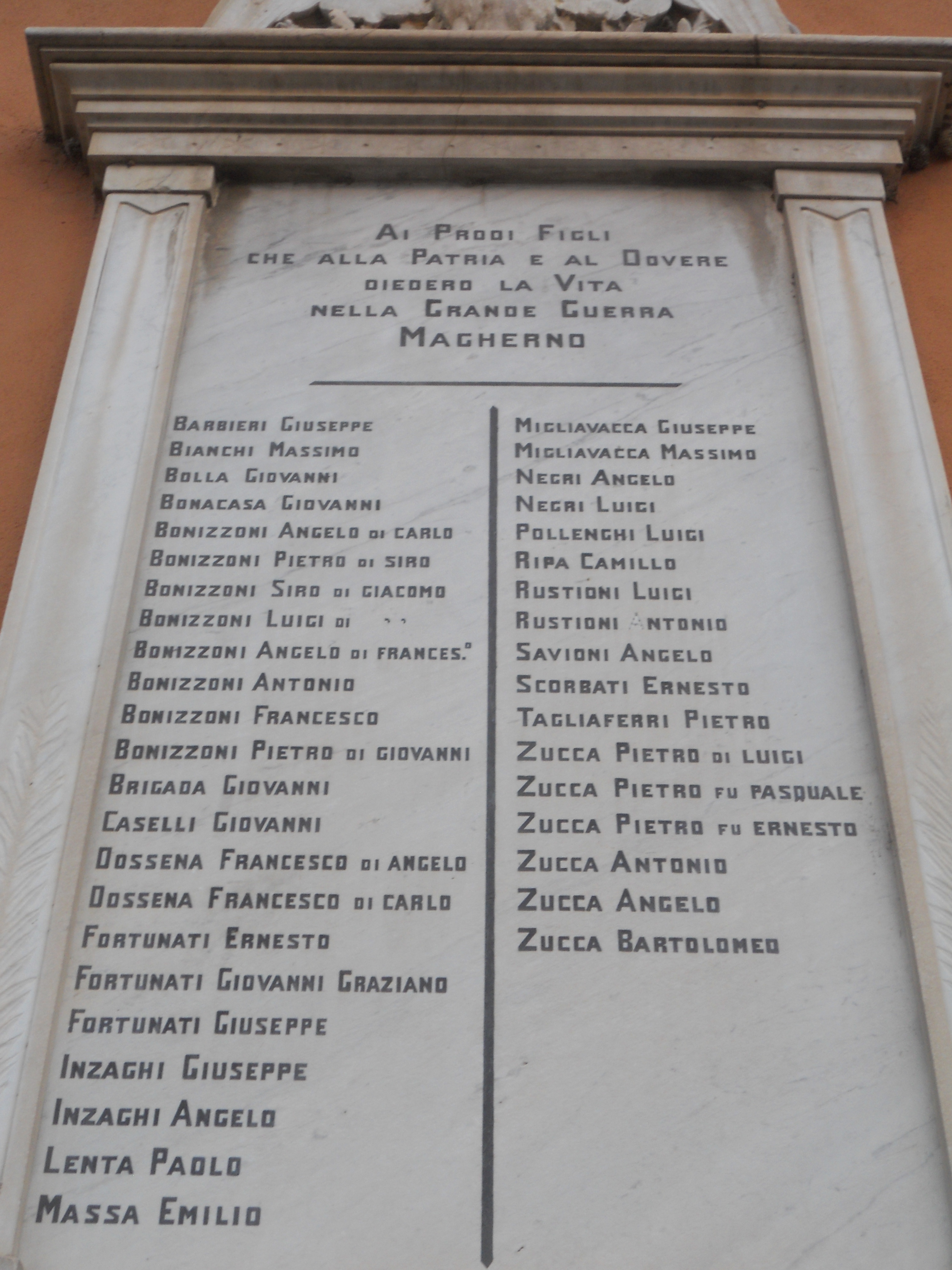
Lapide Commemorativa dei caduti della Grande Guerra posta sulla parete esterna del comune di Magherno

## Società

### Evoluzione demografica
Abitanti censiti